# Frederick Knott
Frederick Major Paull Knott (Hankou, 28 agosto 1916 – New York, 17 dicembre 2002) è stato un drammaturgo e sceneggiatore britannico.

## Biografia
Knott nacque a Hankou, concessione britannica in Cina, figlio dei missionari inglesi Margaret Caroline Paull e Cyril Wakefield Knott.
Si interessò al teatro dopo aver visto le rappresentazioni delle opere di Gilbert e Sullivan tenute dalla Hankow Operatic Society.
Discendente da una famiglia benestante del Lancashire, i suoi genitori lo mandarono in Inghilterra per studiare privatamente: dal 1926 alla Sidcot School e dal 1929 alla Oundle School nel Northamptonshire.
Nel 1934 Knott si iscrisse alla facoltà di legge al Downing College di Cambridge.
Tennista eccezionalmente bravo, vinse un «nastro blu» e nel 1937 fece parte della squadra di tennis di Oxford-Cambridge che giocò contro la squadra di Harvard-Yale a Newport ma lo scoppio della Seconda guerra mondiale gli impedì di proseguire l'attività sportiva.
Terminò gli studi nel 1938 con una laurea di terzo grado.
Dal 1939 al 1946 prestò servizio nell'artiglieria dell'esercito britannico come istruttore delle comunicazioni arrivando al grado di maggiore.

### Dial M for Murder
Nel 1948 i suoi genitori acquistarono una piccola tenuta a Crawley, nel West Sussex, e fu in uno chalet della proprietà che Knott scrisse Dial M for Murder. Dopo 18 mesi impegnati nella scrittura, Knott inviò il testo a sette diversi produttori teatrali, che lo rifiutarono, finché la BBC ne decise la realizzazione per la serie TV Sunday Night Theatre, trasmessa il 23 marzo 1952, affidandone la regia a Julian Amyes.
Visto il successo televisivo Alexander Korda acquistò i diritti cinematografici per 1 000 sterline per poi rivenderli alla Warner Bros. per 30 000 sterline.
La versione teatrale andò in scena al Westminster Theatre di Londra il 19 giugno 1952, per un totale di 425 repliche, con la regia di John Fernald, interpretato da Ermys Jones, Jane Baxter, e Alan MacNaughtan.
La prima negli Stati Uniti avvenne al Plymouth Theatre di New York il 29 ottobre 1952, per un totale di 552 repliche, con la regia di Reginald Denham, interpretato da Maurice Evans, Gusti Huber e Richard Derr; a John Williams, nel ruolo dell'Ispettore Hubbard, venne assegnato il Tony Award al miglior attore non protagonista in un'opera teatrale del 1953.
La prima italiana andò in scena il 10 novembre 1953 al Teatro Odeon di Milano, con il titolo Crimine perfetto, rappresentata dalla compagnia Ricci-Magni.
Knott venne incaricato di scrivere la sceneggiatura del film, diretto da Alfred Hitchcock e che uscì nel 1954, in Italia con il titolo Il delitto perfetto.
La Rai trasmise il 20 novembre 1961 Delitto perfetto nella versione televisiva di Alvise Sapori, per la regia di Flaminio Bollini, con l'interpretazione di Nando Gazzolo, Valentina Fortunato e Silvano Tranquilli.
Il 9 aprile 1981 la NBC mandò in onda la versione televisiva diretta da Boris Sagal, con Christopher Plummer e Angie Dickinson.
Nel 1998 venne presentato un remake con il titolo A Perfect Murder (in Italia: Delitto perfetto), per la regia di Andrew Davis, con Michael Douglas, Gwyneth Paltrow e Viggo Mortensen.

### Altre opere
Prima che andasse in scena Dial M for Murder, Hammer Film Productions gli diede l'incarico di adattare la sceneggiatura del dramma The Last Page di James Hadley Chase. Il film uscì in Gran Bretagna nel 1952 (in Italia con il titolo Esca per uomini).
Nel 1952, nel periodo delle repliche a Broadway di Dial M for Murder, si trasferì negli Stati Uniti dove conobbe l'attrice Ann Hillary, che sposò nel 1953.
In seguito scrisse l'adattamento di Hans Brinker, or the Silver Skates di Mary Mapes Dodge per la serie TV Hallmark Hall of Fame, che fu trasmesso da NBC il 9 febbraio 1958.
Il 15 aprile 1959 debuttò al Piccadilly Theatre di Londra Mr. Fox of Venice, rielaborazione della commedia Volpone di Ben Jonson, regia di Denis Carey, con Paul Rogers (Mr. Fox) e Jeremy Brett (MacFly). Mr. Fox of Venice restò in scena per sole 21 repliche e secondo Variety «lo spettacolo ha poche prospettive di sopravvivere».
La pièce servì da soggetto del film The Honey Pot diretto da Joseph L. Mankiewicz (in Italia uscì con il titolo Masquerade).
Nei primi anni sessanta Knott scrisse un nuovo dramma, Write Me a Murder, che venne rappresentato dal 26 ottobre 1961 al Belasco Theatre di New York, per un totale di 196 repliche, con la regia di George Schaefer, interpretato da James Donald, Denholm Elliott, Kim Hunter e Torin Thatcher.
In data 24 novembre 1972 la Rai mandò in onda Scrivimi un omicidio, adattamento per la TV diretto da Leonardo Cortese con Mario Erpichini, Roberto Bisacco e Giusi Raspani Dandolo.
Un altro successo teatrale arrivò con il thriller Wait Until Dark, con Lee Remick nei panni della protagonista cieca in balia di tre pericolosi assassini.
Andò in scena all'Ethel Barrymore Theatre di New York dal 2 febbraio 1966, poi allo Shubert Theatre, al George Abbott Theatre e al Music Box Theatre, per 373 repliche totali, con la regia di Arthur Penn.
Le rappresentazioni in Inghilterra avvennero a partire dal 22 giugno 1966 all'Opera House di Manchester e portato allo Strand Theatre e al Duchess Theatre di Londra, in scena sino al 15 marzo 1968; regia di Anthony Sharp, con Honor Blackman, nel ruolo della protagonista, sostituita da Barbara Murray a partire dal 23 gennaio 1967.
La versione francese, Seule dans le noir, vide come protagonista Annie Girardot, con la regia di Raymond Rouleau, in scena dal 14 ottobre 1966.
Terence Young nel 1967 diresse la versione cinematografica con Audrey Hepburn nel ruolo della protagonista (in Italia ebbe per titolo Gli occhi della notte).
La prima rappresentazione italiana, con il titolo Aspetta che sia buio, avvenne a Torino nell'estate 1986.
Nel 1998 Wait Until Dark venne ripreso, con Marisa Tomei e Quentin Tarantino, regia di Leonard Foglia, ma dopo 97 repliche «chiuse improvvisamente e prematuramente».
Dopo Wait Until Dark smise di scrivere. Secondo sua moglie Ann non aveva più stimoli.

## Teatro
- Dial M for Murder, Westminster Theatre di Londra (1952)
- Mr. Fox of Venice, Piccadilly Theatre di Londra (1959)
- Write Me a Murder, Belasco Theatre di New York (1961)
- Wait Until Dark, Ethel Barrymore Theatre di New York (1966)